# Rupert van Deutz

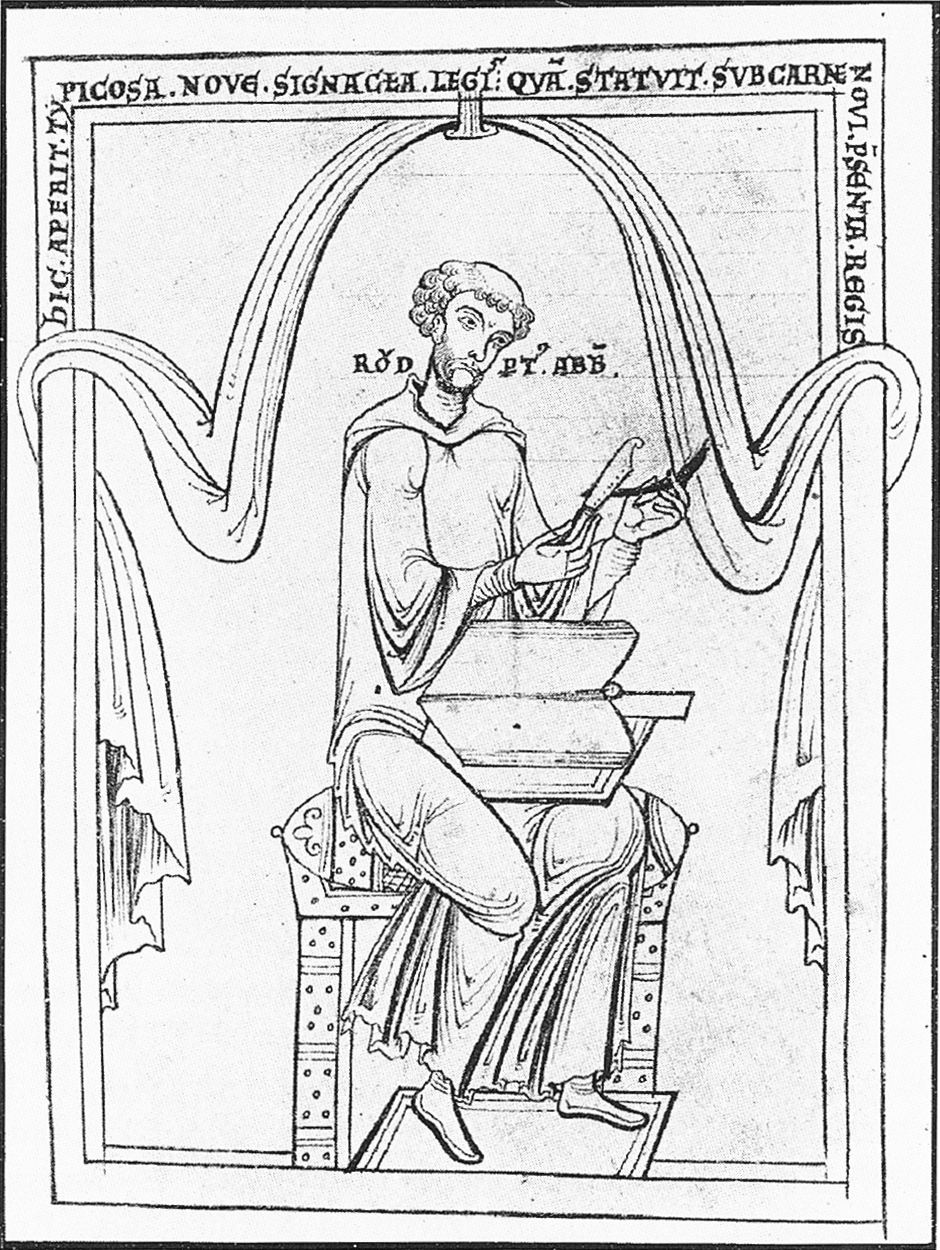
Rupert van Deutz

Rupert van Deutz (ook: Rupertus Tuitensis, Rupert van Tuy of Rupert van Luik) (omgeving van Luik, circa 1075 - Deutz, 4 maart 1130) was een 12de-eeuws theoloog, exegeet en mysticus uit het bisdom Luik. Hij was abt van de benedictijner Sint-Heribertusabdij van Deutz.

## Leven en werk
Rupert was nog zeer jong toen hij binnentrad in de benedictijner Sint-Laurentiusabdij van Luik. In 1092 vergezelde Rupert zijn abt Berengerius naar Évergnicourt waarheen deze laatste verbannen werd. Omstreeks 1095 keerde Rupert terug naar Luik. Hij begon met het schrijven van kleinere werken zoals heiligenlegenden en geestelijke gedichten maar deze werken zijn bijna allemaal verloren gegaan.
Na 1106, Rupert was toen al de dertig voorbij, werd hij tot priester gewijd. Dit was later dan gebruikelijk omdat hij het priesterschap pas had geaccepteerd nadat de banden tussen bisschop Otbertus en paus Paschalis II, die door de Investituurstrijd verbroken waren, terug hersteld waren.
Omstreeks 1110 gaf Rupert zijn eerste grote werk De divinis officiis uit. Hij had af te rekenen met aanvallen van dogmatische tegenstanders in het bisdom Luik en trok zich daarom terug in de Abdij van Michaelsberg van Siegburg. In 1116 schreef Rupert het twistschrift De voluntate Dei waarin hij tussenkwam in de controverse over de eucharistie die in 1077 had geleid tot de veroordeling van Berengarius van Tours. Hij voerde in het werk een polemiek tegen de theologen van Laon, met name Anselmus van Laon en Willem van Champeaux. Rupert, die intussen teruggekeerd was naar Luik, moest zich hiervoor in 1117 verantwoorden voor de aartsdiaken van Luik. Ter verdediging schreef hij twee jaar later het werk De omnipotentia Dei.
Rupert was een bedreven exegeet en schreef vooral bijbelcommentaren. Bekende commentaren zijn deze over het Boek der Openbaring en het Hooglied. Verder schreef hij geestelijke gedichten, epen en liederen. Ruperts werk verspreidde zich over het hele Heilige Roomse Rijk en beïnvloedde de 12de-eeuwse theologen uit het rijk waarvan de belangrijkste Honorius van Autun was.
Omdat de polemieken niet stopten besliste Rupert om Luik te verlaten en zich definitief in de buurt van de Rijn te vestigen. In 1120 werd hij verkozen tot abt van de Sint-Heribertusabdij van Deutz, tegenwoordig een stadsdeel van Keulen. Rupert verliet de abdij enkel nog in 1124 om een pelgrimstocht naar Rome te maken en hij stierf er in 1130.